# NGC 5470
NGC 5470 (другие обозначения — UGC 9020, MCG 1-36-19, ZWG 46.50, IRAS14040+0615, PGC 50317) — спиральная галактика (Sb) в созвездии Дева.
Этот объект входит в число перечисленных в оригинальной редакции «Нового общего каталога».